# Democrație iliberală
Democrația iliberală sau iliberalismul, numită și democrație parțială, democrație cu intensitate redusă, autoritarism electoral, democrație vidă, regim hibrid sau democrație ghidată, este un sistem de guvernare în care, deși au loc alegeri, din cauza lipsei de libertăți civile, cetățenii sunt ținuți în ignoranță privind activitățile celor care exercită puterea reală, deci nu există o societate deschisă. Există multe țări care nu sunt clasificate nici ca „libere”, nici ca „nelibere”, ci ca „probabil libere”, ele încadrându-se undeva între regimurile democratice și cele nedemocratice.  Acest lucru se poate datora faptului că există o constituție care limitează puterile guvernamentale, dar cei aflați la putere ignoră aceste limite sau pentru că nu există un cadru legal constituțional adecvat al libertăților.

## Origine și descriere
Termenul de democrație iliberală a fost folosit de Fareed Zakaria într-un articol citat în mod regulat din 1997 în revista Foreign Affairs⁠(d).
Potrivit lui Zakaria, democrațiile iliberale se afirmă tot mai des în întreaga lume și limitează din ce în ce mai mult libertățile oamenilor pe care îi reprezintă. Zakaria subliniază că în Occident democrația electorală și libertățile civile (a cuvântului, religioasă etc.) merg mână în mână. Dar în lumea largă, cele două concepte se despart. El susține că democrația fără liberalism constituțional generează regimuri centralizate, o eroziune a libertății, concurență etnică, conflicte și război. Studii recente au abordat motivul pentru care instituția alegerilor, asociată în mod frecvent cu liberalismul și libertatea, a condus la astfel de rezultate negative în democrațiile iliberale. Regimurile hibride sunt sisteme politice în care mecanismul de determinare a accesului la funcțiile de stat combină atât practici democratice cât și autocratice. În regimurile hibride, există libertăți și opoziția este permisă să concureze în alegeri, dar sistemul de verificări și echilibrări ale puterilor în stat devine inoperant.
Definiția lui Zakaria chiar a și fost promovată de primul ministru ungar Viktor Orbán în 2014, care a făcut din el conceptul central al propriului partid, Fidesz. El a susținut că scopul partidului a fost acela de a crea „un stat iliberal, un stat neliberal [care] nu respinge principiile fundamentale ale liberalismului, cum ar fi libertatea, și aș putea enumera mai multe, dar nu face din această ideologie element central al organizării de stat, ci include o abordare națională diferită, specială”. El a susținut că forma sa de „democrație iliberală” disprețuiește tolerarea minorităților, crede în forme puternice de majoritarism, respinge controlul și echilibrul puterilor în stat și crede în naționalism și separatism. Într-adevăr, Orbán a rescris Constituția Ungariei pentru a reflecta valorile iliberale ale partidului Fidesz și conduce în stil autoritar Ungaria, potrivit Freedom House.
Jennifer Gandhi susține că mulți autocrați permit alegeri în timpul guvernării lor pentru a-și stabiliza și întări regimurile. În primul rând, ea susține că alegerile îi ajută pe lideri să rezolve amenințările din partea elitelor și a maselor, potolindu-i cu bani pe cei capabili să le uzurpe puterea și asigurându-și cooperarea publicului larg cu concesii politice. Gandhi susține, de asemenea, că alegerile iliberale servesc altor scopuri utile, cum ar fi furnizarea de informații autocraților despre cetățenii lor și stabilirea legitimității atât pe plan intern, cât și în comunitatea internațională, aceste funcții variate trebuind să fie elucidate în cercetările viitoare. În acest scop, în multe țări există o opoziție care funcționează „cu voie de la stăpânire”, și care nu pune probleme puterii, nu promovează idei noi și schimbare, rolul ei fiind doar cel de a pierde alegerile. Aceasta este numită opoziție sistemică, spre deosebire de cea nesistemică — cea problematică și incomodă pentru putere, suprimată de aceasta din urmă și sprijinită de populație mai ales prin proteste de stradă și nesupunere civică.
Un exemplu de durabilitate a regimului oferit de democrația iliberală este ilustrat în fostul regim egiptean al lui Mubarak. Lisa Blaydes arată că, sub lunga conducere a lui Mubarak, alegerile au oferit un mecanism prin care elitele au cumpărat voturi pentru a sprijini guvernul (prin distribuirea bunurilor și a resurselor necesare publicului) pentru a dobândi imunitatea parlamentară impusă de regim. Acest lucru le-a permis să acumuleze averi ilicite și să se înfrupte din resursele statului fără consecințe juridice. Astfel de cercetări sugerează că, având în vedere funcția stabilizatoare a alegerilor iliberale, statele guvernate în cadrul democrațiilor iliberale pot avea perspective scăzute de tranziție către un sistem democratic protejat de libertățile constituționale.
Pentru a descuraja acest fenomen și pentru a promova dezvoltarea democrațiilor liberale cu alegeri "libere și corecte", Zakaria propune comunității internaționale și Statelor Unite să pună capăt obsesiei alegerilor și să promoveze liberalizarea graduală a societăților. Zakaria avansează instituții precum Organizația Mondială a Comerțului, Sistemul Federal de Rezervă și un control al puterii sub forma sistemului judiciar pentru promovarea democrației și limitarea puterii persoanelor care pot fi distructive. Guvernele democratice iliberale pot crede că au mandatul de a acționa în orice mod pe care îl consideră potrivite, atâta timp cât organizează alegeri regulate. Lipsa libertăților, cum ar fi libertatea de exprimare și libertatea de întrunire, fac extrem de dificilă opoziția. Conducătorii puterii pot centraliza puterile între diferitele departamente ale guvernului central și ale administrației locale (care nu prezintă separarea puterilor). Mass-media este adesea controlată de stat și sprijină ferm regimul . Organizațiile non guvernamentale se pot confrunta cu reglementări oneroase sau pur și simplu pot fi interzise. Regimul poate folosi birocrația, presiunea economică, închisoarea sau violența împotriva criticilor săi. Zakaria consideră că liberalismul constituțional poate aduce democrație, dar nu și invers.

## Tipuri de iliberalism
Există un spectru de democrații iliberale: de la cele care sunt democrații aproape liberale la cele care sunt aproape deschis dictaturi. O metodă propusă pentru a determina dacă un regim este o democrație iliberală este de a determina dacă "are alegeri regulate, libere, corecte și competitive pentru a umple principalele puteri în țară, dar nu se califică drept liber în evaluările anuale ale drepturilor civile și ale drepturilor politice făcute de Freedom House".  Un articol din 2008 semnat Rocha Menocal, Fritz și Rakner descrie apariția unor democrații iliberale și discută unele dintre caracteristicile lor comune.
Într-un discurs din 2014, după realegere, Viktor Orbán, prim-ministru al Ungariei, și-a descris părerile despre viitorul Ungariei ca "stat iliberal". În interpretarea sa, "statul iliberal" nu respinge valorile democrației liberale, dar nu îl adoptă ca un element central al organizării statului.  Orbán a enumerat Singapore, Rusia, Turcia și China ca exemple de națiuni "de succes", "dintre care nici una nu este liberală, iar unele nici măcar nu sunt democrații" 
Federația Rusă sub conducerea lui Vladimir Putin este, de asemenea, descrisă drept o democrație iliberală. Alegerile au loc regulat, însă mulți observatori străini (de exemplu, din partea OSCE) nu le consideră libere sau echitabile. Sutele de jurnaliști uciși în Rusia arată limitele libertății de exprimareîn această țară; majoritatea rețelelor de televiziune și ziare importante sunt deținute de stat sau influențate de guvern și, în timpul alegerilor, sprijină în mod deschis partidele care susțin guvernul. De asemenea, Rusia a trecut la o perioadă de democrație la începutul anilor 1990, dar, în timp ce alegerile rămân în vigoare, controlul de stat al mass-media este în creștere, iar opoziție în Rusia este dificil de făcut.
Un exemplu clasic de democrație iliberală este Singapore. În timpul conducerii lui Lee Kwan Yew, Singapore a obținut independența deplină, mai întâi față de Marea Britanie și apoi față de Malaysia în anii 1960. La acea vreme, a fost structurată ca o democrație relativ liberală, deși cu unele legi interne de securitate care permit detenția fără judecată. De-a lungul timpului, guvernarea Partidului Acțiunii Populare din Singapore și-a consolidat puterea în anii 1960 și 1970, a adoptat o serie de legi și politici care au limitat libertățile constituționale (cum ar fi dreptul de a se aduna sau de a forma asociații, având în vedere faptul că existau ciocniri interrasiale și revolte religioase în aceste vremuri) și și-a extins influența asupra mass-mediorum, a sindicatelor, a ONG-urilor și a mediilor academice. În consecință, deși în mod regulat se desfășoară alegeri multipartinice din punct de vedere tehnic, realitatea politică din Singapore (inclusiv teama și autocenzura) face ca participarea la politica opoziției să fie extrem de dificilă, lăsând partidul de guvernământ dominant ca singura opțiune credibilă în sondaje.
Într-un reportaj al CNN din 2015, Zakaria a spus că Turcia sub Recep Tayyip Erdoğan a devenit un caz de manual de democrație iliberală. Erik Meyersson observă că, folosindu-se criteriile de măsurare a libertății de la Freedom House, Turcia a ocupat ultimul loc între democrațiile electorale în 2015, cu mult în urma unor țări care nu sunt considerate neapărat democrații electorale. Folosind aceeași măsură a libertății de la Freedom House, Honduras, Bangladesh și Pakistan au fost următoarele trei democrații cele mai iliberale (în această ordine). Meyersson observă, de asemenea, că, în ciuda iliberalismului autodeclarat al Ungariei, acesta nu a fost mai rea decât Bulgaria și oricum înaintea Serbiei, dacă se utilizează criteriile de măsurare a libertății ale lui Freedom House.

## Critică
Scriitorii, precum Steven Levitsky și Lucan Way, resping conceptul de democrație iliberală, spunând că numai „tulbură apele” pe baza faptului că, dacă o țară nu are partide de opoziție și mass-media independente, nu este democratică. Aceștia susțin că sintagma „democrație iliberală” este inadecvată pentru unele state, deoarece termenul implică faptul că aceste regimuri sunt, în inima lor, democrații care au mers prost. Levitsky și Way susțin că state cum ar fi Republica Federală Iugoslavia sub Slobodan Milošević, Zimbabwe și Rusia post-sovietică nu au fost niciodată cu adevărat democratice și nu s-au dezvoltat spre democrație, ci au tendința spre comportament autoritar, în ciuda alegerilor, uneori contestate. Astfel, Levitsky și Way au creat un nou termen pentru a elimina conotația pozitivă a democrației din aceste state și pentru a le distinge de democrațiile defecte sau în curs de dezvoltare: autoritarism competitiv.
Potrivit unui studiu efectuat de către politologul Michael K. Miller de la Universitatea George Washington, alegerile autocratice multipartinice prevăd rezultate semnificativ mai bune în domeniul sănătății, al educației, al egalității de gen și al libertăților fundamentale față de autocrația neelectorală. Efectele asupra sănătății și educației sunt la fel de puternice ca acelea ale democrației și sunt semnificativ mai bune decât în autocrația neelectorală.